# Daldorfia spinosissima
Daldorfia spinosissima is een krabbensoort uit de familie van de Parthenopidae. De wetenschappelijke naam van de soort is voor het eerst geldig gepubliceerd in 1862 door A. Milne-Edwards.